# Frans de Waal
Franciscus Bernardus Maria de Waal (ur. 29 października 1948 w ’s-Hertogenbosch, zm. 14 marca 2024 w Atlancie) – holendersko-amerykański prymatolog i etolog zamieszkały w Stanach Zjednoczonych związany z Yerkes National Primate Research Center na Uniwersytecie Emory’ego (Atlanta), dyrektor Living Links Center (Center for the Advanced Study of Ape and Human Evolution), członek m.in. Amerykańskiej Akademii Sztuk i Nauk, National Academy of Sciences, American Philosophical Society, Japan Society for the Promotion of Science (Nihon Gakujutsu Shinkō Kai).

## Życiorys
Urodził się w ’s-Hertogenbosch (inaczej Den Bosch), w pobliżu Efteling. Studiował na uniwersytetach w:
- Nijmegen – Universitatis Radbodianae Noviomagensis, „Kandidaats” w biologii w 1970 roku
- Groningen – Rijksuniversiteit Groningen, „Doctoraal” w biologii w 1973 roku (opiekun: Gerardus P. Baerends)
- Utrechcie – Universiteit Utrecht, stopień doktora w dziedzinie biologii (specjalność zoologia i etologia) w 1977 roku

Praca doktorska dotyczyła agresywnych zachowań i nawiązywania sojuszy w grupach społecznych (zob. kasta eusocjalna) makaków. Promotorem był Jan van Hooff – ekspert w dziedzinie mimiki emocjonalnej u naczelnych (zob. komunikacja niewerbalna, Paul Ekman; The Expression of the Emotions in Man and Animals).
W latach 1973–1981 był asystentem badawczym na Uniwersytecie w Utrechcie. Jako pracownik Laboratorium Fizjologii Porównawczej prowadził retrospektywne badania agresywnych zachowań szympansów zwyczajnych (Pan troglodytes), należących do kolonii w Arnhem Zoo (Royal Burgers' Zoo), gdzie przebywają one w warunkach półnaturalnych.
W latach 1981–1991 pracował w Wisconsin National Primate Research Center (WNPRC UW-Madison), zajmując kolejno stanowiska Visiting Assistant Scientist, Assistant Scientist (od 1982) i Associate Scientist (od 1985).
Od roku 1991 do dzisiaj pracuje naukowo na Uniwersytecie Emory’ego, jako Research Professor psychobiologii w Yerkes National Primate Research Center (YNPRC), Associate Professor (1991–1993) i profesor (1993–1996) na Wydziale Psychologii (od roku 1996 – Charles Howard Candler Professor of Primate Behavior). Prowadzi proseminarium: Animal Behavior and Evolution i kurs Primate Social Psychology. Pełni funkcję dyrektora Living Links (od roku 1997). W latach 1996–2000 był dyrektorem prowadzonego w Emory University kierunku studiów magisterskich: Program in Population Biology, Ecology, and Evolution. Od roku 2013 zajmuje również stanowisko Universiteitshoogleraar (ang. Distinguished Professor) na Uniwersytecie w Utrechcie.
Zmarł w Atlancie, w godzinach wieczornych, 14 marca 2024, wskutek raku żołądka z przerzutami.

## Tematyka badań

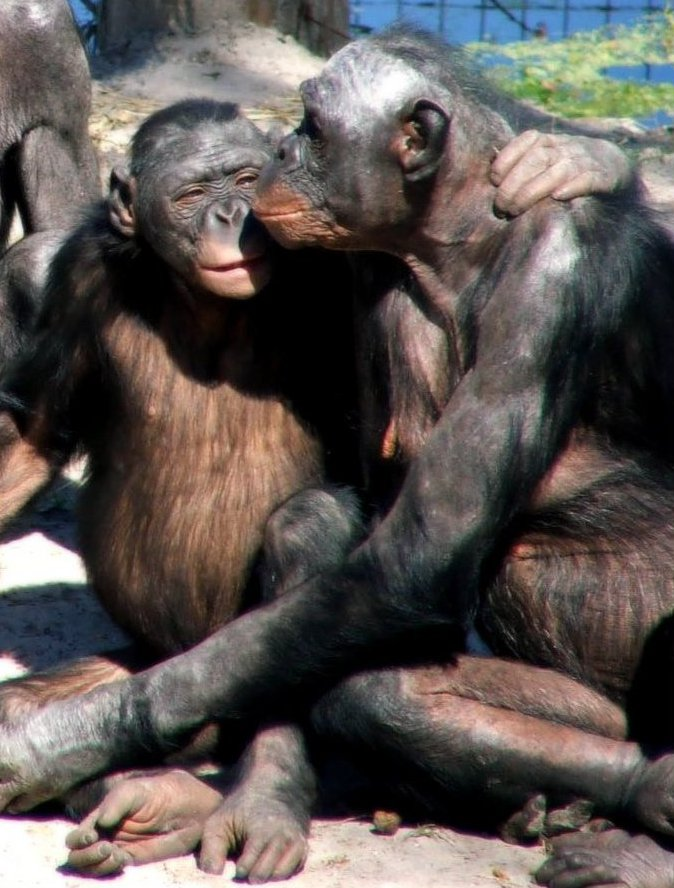
Otaczanie ramieniem i przytulanie są zachowaniami często stosowanymi w grupach szympansów. Umożliwiają rozładowanie negatywnych emocji w grupie.
Nie ma zgodnej odpowiedzi na pytania: Czy to tylko zachowanie instynktowe, czy dowód posiadania teorii umysłów innych członków stada?

Zainteresowania badawcze de Waala koncentrują się wokół problemu prospołecznych zachowań zwierząt (np. współdziałanie przy zdobywaniu pożywienia lub obrona stada). Jego postawę charakteryzuje fragment wykładu w TED: 

Opinia obecna w naukach politycznych, humanistycznych, ekonomii i filozofii, mówi, że człowiek jest człowiekowi wilkiem. Że jesteśmy z natury źli. To bardzo niesprawiedliwy obraz wilka.

De Waal zwraca uwagę, że moralność przestała być domeną jedynie filozofii, a zaczęła być coraz wnikliwiej analizowana przez ewolucjonistów, m.in. dzięki postępom neurobiologii – stwierdzono np. że dylematy moralne aktywizują obszary mózgu, które wykształciły się u gatunków starszych niż człowiek (nie tylko korę przedczołową). Przytacza przykład myszy, które intensywniej reagują na ból, jeżeli wcześniej widziały cierpienie innej myszy. Wielokrotnie powtarzano eksperyment wykonany wspólnie z Sarą Brosnan, potwierdzający znaczenie sprawiedliwości dla kapucynek. W czasie eksperymentu dwie kapucynki wykonujące to samo zadanie otrzymywały jako nagrodę kawałki ogórka. Ta, która zobaczyła, że drugiej zaczęto podawać winogrona, gwałtownie wyraziła swoje oburzenie i odmówiła dalszego współdziałania z prowadzącą eksperyment.
Zachowania altruistyczne de Waal obserwował m.in. w doświadczeniu, któremu poddał dwa koczkodanowate. Każdy z nich mógł korzystać z pożywienia po pociągnięciu odpowiedniej linki, powodowało to jednak, że drugi był boleśnie rażony prądem. Zwierzęta zrezygnowały z pożywienia, aby nie powodować tego bólu. Jedno z nich głodowało przez 12 dni, drugie – przez pięć. W kolejnych eksperymentach stwierdzono, że czas głodówki jest krótszy, jeżeli małpy nie kontaktowały się wcześniej.
Jest obserwowane „pocieszanie” zmartwionych członków w grupach szympansów. Świadczy ono o umiejętności odczytywania emocji innych (np. na podstawie mowy ciała, zob. teoria umysłu). Świadek walki między szympansami często przytula zwyciężonego, co szybko przerywa skowyt ofiary i inne objawy udręki. Wewnętrzna potrzeba okazywania współczucia jest u tych człowiekowatych bardzo silna.
Różne zachowania altruistyczne szympansów, tj. dzielenie się jedzeniem, występują przede wszystkim w stosunku do tych członków stada, którzy częściej okazują troskę o innych, np. iskając im futro (zob. przykład z Wysp Japońskich – makak japoński), co daje przyjemność i odprężenie. Taki rodzaj altruizmu odwzajemnionego (zob. też strategia ewolucyjnie stabilna) przypomina stosowanie się do złotej reguły etycznej: „Traktuj innych tak, jak sam chciałbyś być traktowany”.

## Publikacje

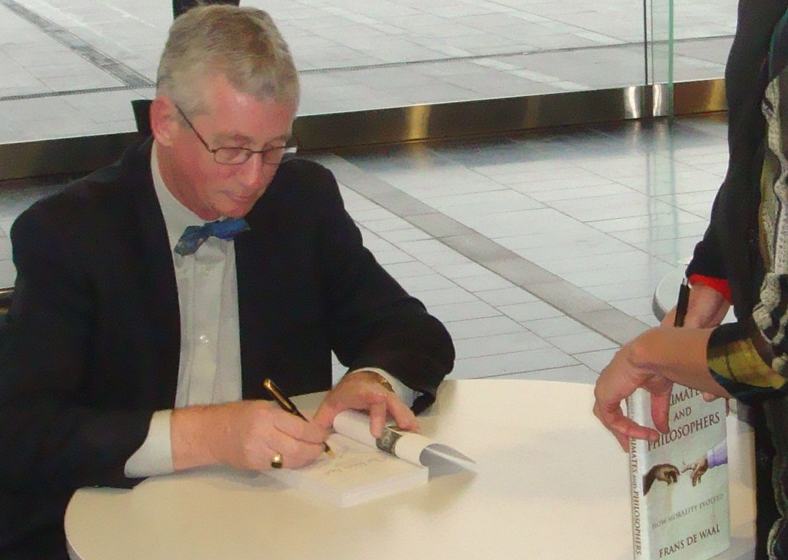
Frans de Waal wpisujący dedykację do książki Primates and Philosophers: How Morality Evolved

### Książki
Źródła: 

- 1989: Peacemaking Among Primates
- 1997: Good Natured. The Origins of Right and Wrong in Humans and Other Animals
- 1997: Bonobo. The Forgotten Ape (Frans de Waal i Frans Lanting)
- 2000: Natural Conflict Resolution (ed. Filippo Aureli i Frans de Waal)
- 2001: Tree of Origin. What Primate Behavior Can Tell Us About Human Society Evolution
- 2001: The Ape and the Sushi Master. Cultural Reflections of a Primatologist
- 2002: Infant Chimpanzee and Human Child. A Classic 1935 Comparative Study of Ape Emotions and Intelligence (N.N. Ladygina-Kohts, ed. Frans de Waal)
- 2003: My Family Album. Thirty Years of Primate Photography
- 2003: Animal Social Complexity. Intelligence, Culture, and Individualized Societies (ed. Frans de Waal i Peter L. Tyack)
- 2005: Our Inner Ape. A Leading Primatologist Explains Why We Are Who We Are
- 2006: Primates and Philosophers. How Morality Evolved
- 2007: Chimpanzee Politics. Power and Sex Among Primates (25. jubileuszowa edycja)
- 2009: The Age of Empathy. Nature's Lessons for a Kinder Society
- 2013: The Bonobo and the Atheist. In Search of Humanism Among the Primates
- 2014: Evolved Morality. The Biology and Philosophy of Human Conscience
- 2016: Are We Smart Enough to Know How Smart Animals Are?

W języku polskim wydano książki: Małpa w każdym z nas, Bonobo i ateista. W poszukiwaniu humanizmu wśród naczelnych, Małpy i filozofowie. Skąd pochodzi moralność?, Bystre zwierzę. Czy jesteśmy dość mądrzy, aby zrozumieć bystrość zwierząt?, Ostatni uścisk mamy i Wiek empatii : jak natura uczy nas życzliwości.

### Artykuły naukowe
Źródła: 

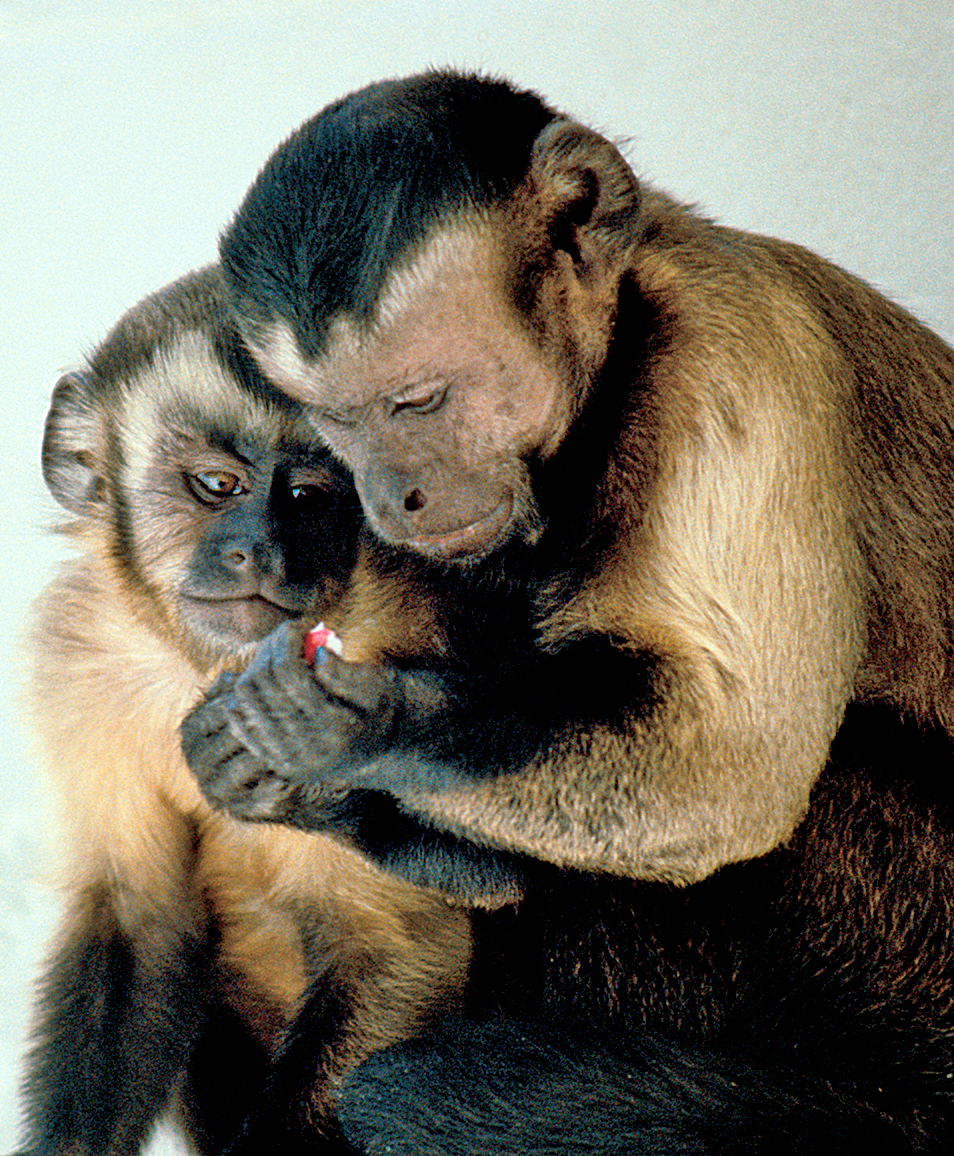
Fot. z: Economy of the Mind (2003)

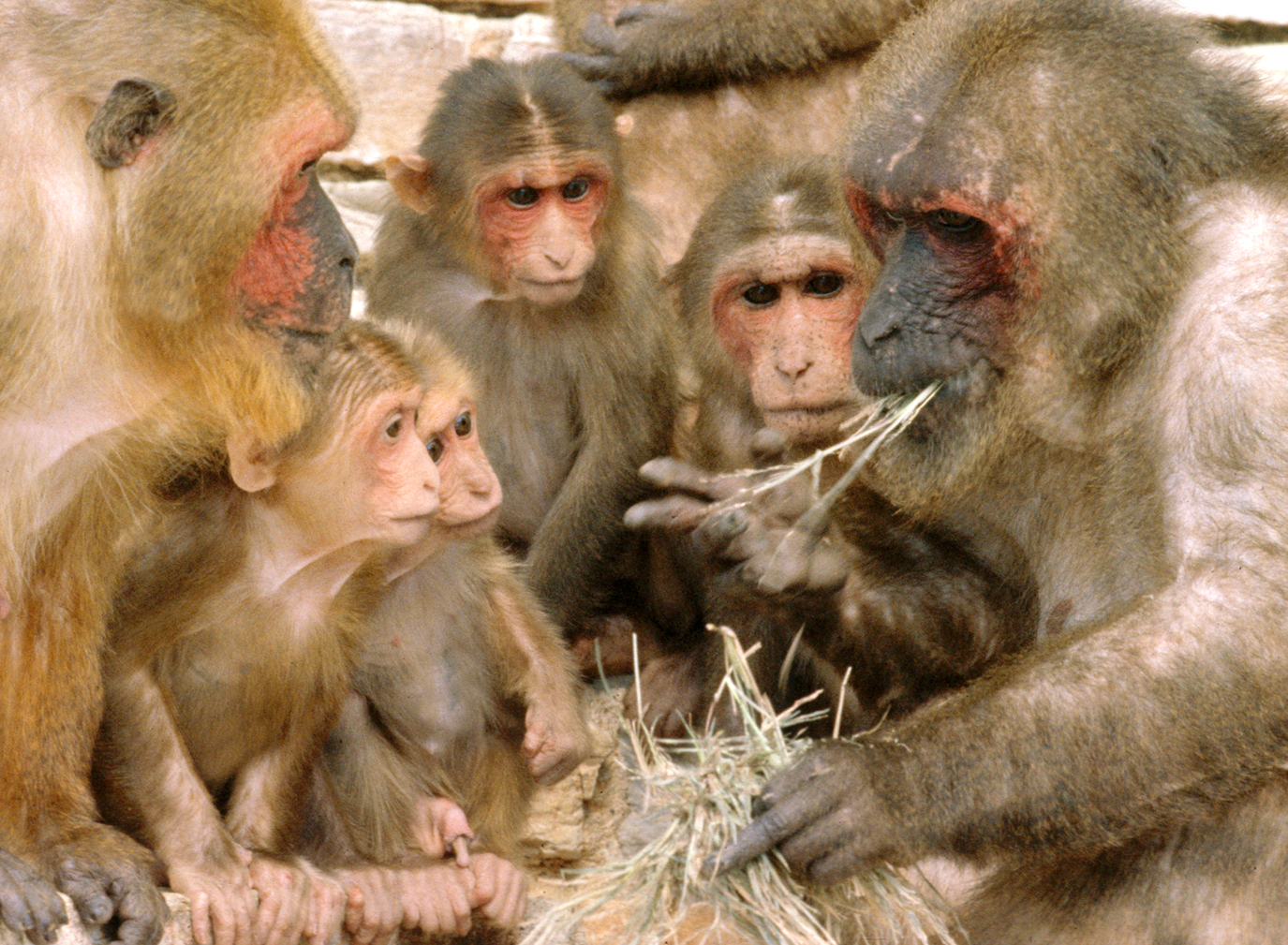
Fot. z: Peace Lessons from an Unlikely Source (2004)

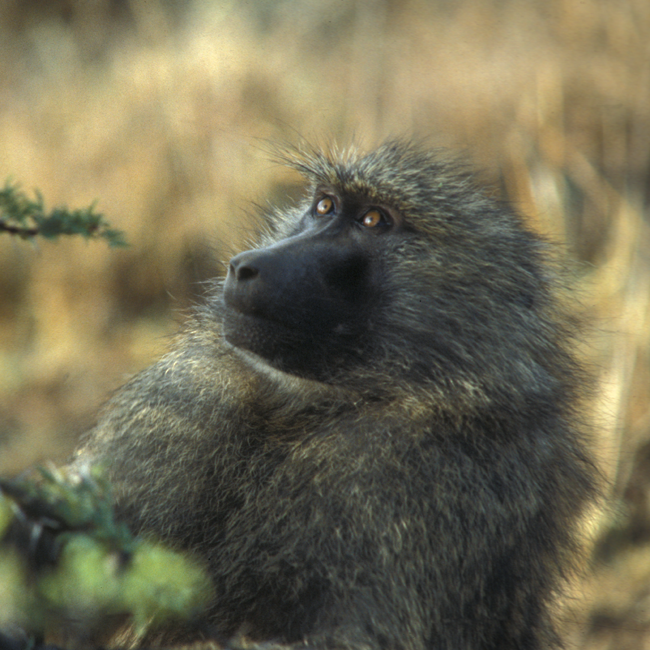
Fot. z: A Pacific Culture among Wild Baboons: Its Emergence and Transmission (2004)

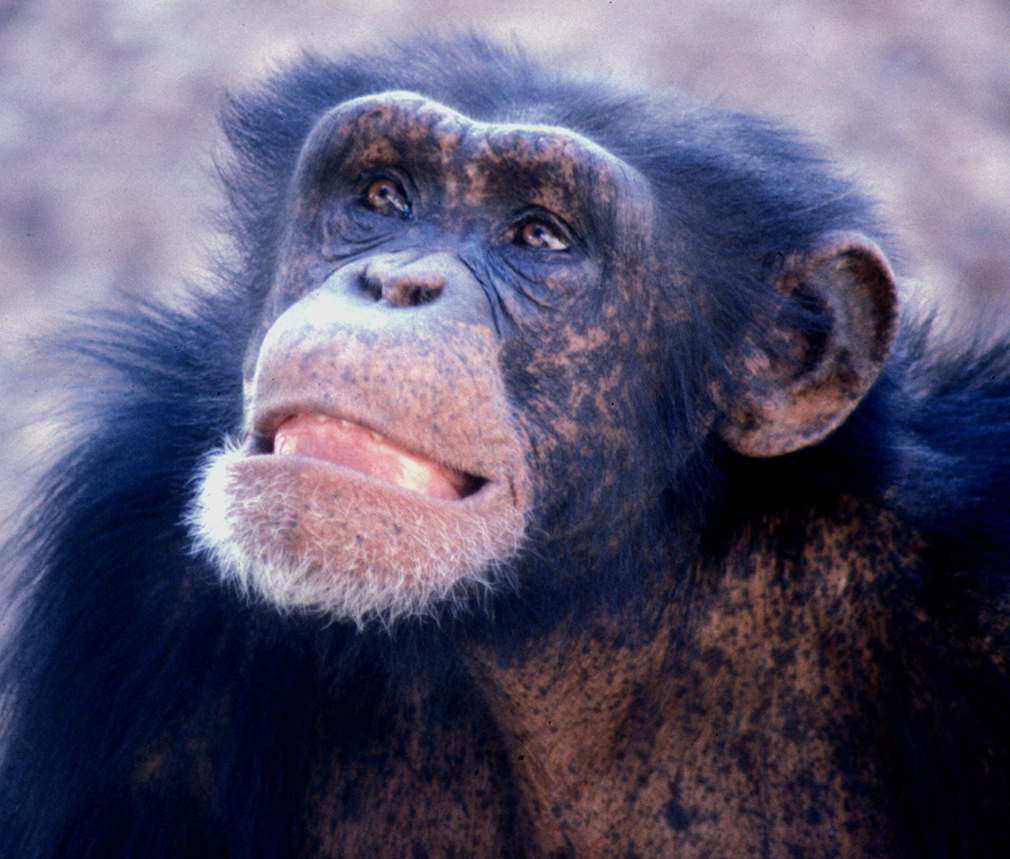
Fot. z: Human and Chimp: Can Our Genes Tell the Story of Our Divergence? (2005)

W bazie PubMed znajduje się 95 pozycji opracowanych przez Fransa de Waala lub z jego udziałem. Na stronie internetowej Living Links Center udostępniono ponad 120 artykułów z lat 2000–2014 Tematykę opisywanych prac badawczych ilustruje poniższe zestawienie najnowszych z nich:  
2013
- Z. Clay, F.M.B. de Waal (2013), Bonobos respond to distress in others: Consolation across the age spectrum, PLoS One, 8, e55206. doi:10.1371/journal.pone.0055206
- Z. Clay, F.M.B. de Waal (2013), Development of socio-emotional competence in bonobos, Proceedings of the National Academy of Sciences. doi:10.1073/pnas.1316449110
- J. Crick, M. Suchak, T.M. Eppley, M.W. Campbell, F.M.B. de Waal (2013), The roles of food quality and sex in chimpanzee sharing behavior (Pan troglodytes), Behaviour, 150, 1203-1224. doi:10.1163/1568539X-00003087
- F.M.B. de Waal, S. Gavrilets (2013), Monogamy with a purpose, Proceedings of the National Academy of Sciences, 110, 15167-15168. doi:10.1073/pnas.1315839110
- T.M. Eppley, M. Suchak, J. Crick, F.M.B. de Waal (2013), Perseverance and food sharing among closely affiliated female chimpanzees, Primates. doi:10.1007/s10329-013-0374-2
- D. Proctor, S.F. Brosnan, F.M.B. de Waal (2013), How fairly do chimpanzees play the ultimatum game? Communicative Integrative Biology, 6, e23819. doi:10.4161/cib.23819
- D. Proctor, R.A. Williamson, F.M.B. de Waal, S.F. Brosnan (2013), Chimpanzees play the ultimatum game, Proceedings of the National Academy of Sciences. Advance online publication. doi:10.1073/pnas.1220806110
- D. Proctor, R.A. Williamson, F.M.B. de Waal, S.F. Brosnan (2013), Reply to Jensen et al.: Equitable offers are not rationally maximizing, Proceedings of the National Academy of Sciences, 110, E1838. doi:10.1073/pnas.1304306110

2014
- S.E. Calcutt, E.V. Lonsdorf, K.E. Bonnie, M.S. Milstein, S.R. Ross (2014). Captive chimpanzees share diminishing resources, Behaviour, 151(14) 1967–1982.
- S.F. Brosnan, F.B. de Waal (2014). Evolution of responses to (un) fairness, Science, 346(6207), 1251776
- M.E. Mingle, T.M. Eppley, M.W. Campbell, K. Hall, V. Horner, F.M.B. de Waal  (2014), Chimpanzees prefer african and indian music over silence, Journal of Experimental Psychology: Animal Learning and Cognition. doi: 10.1037/xan0000032
- M.W. Campbell, F.M.B. de Waal (2014), Chimpanzees empathize with group mates and humans, but not with baboons or unfamiliar chimpanzees, Proceedings of the Royal Society B, 281 20140013. doi:10.1098/rspb.2014.0013
- Z. Clay, F.M.B. de Waal (2014), Sex and strife: Post-conflict sexual contacts in bonobos, Behaviour. doi:10.1163/1568539X-00003155
- F.M.B. de Waal (2014), Natural normativity: The ‘is’ and ‘ought’ of animal behavior, Behaviour, 151 185–204. doi:10.1163/1568539X-00003146
- K. Hall, M.W. Oram, M.W. Campbell, T.M. Eppley, R. W. Byrne, F.M.B. de Waal  (2014), Using cross correlations to investigate how chimpanzees (Pan troglodytes) use conspecific gaze cues to extract and exploit information in a foraging competition, American Journal of Primatology doi:10.1002/ajp.22279
- J.M. Plotnik, F.M.B. de Waal (2014), Asian elephants (Elephas maximus) reassure others in distress, PeerJ, 2, e278. doi:10.7717/peerj.278
- D. Proctor, R.A. Williamson, R.D. Latzman, F.M.B. de Waal, S.F. Brosnan (2014), Gambling primates: Reactions to a modified Iowa Gambling Task in humans, chimpanzees and capuchin monkeys, Animal Cognition (17) 983-995. doi:10.1007/s10071-014-0730-7
- M. Suchak, T.M. Eppley, M.W. Campbell, F.M.B. de Waal (2014), Ape duos and trios: spontaneous cooperation with free partner choice in chimpanzees, PeerJ, 2, e417. doi:10.7717/peerj.417
- C.E. Webb, B. Franks, T. Romero, E.T. Higgins, F.M.B. de Waal (2014), Individual differences in chimpanzee reconciliation relate to social switching behaviour, Animal Behaviour, 90, 57–63. doi:10.1016/j.anbehav.2014.01.014

## Odznaczenia i wyróżnienia
Został odznaczony Orderem Lwa Niderlandzkiego III klasy (2010) i Medalem Società di Medicina e Scienze Naturali, Parma (2009). Otrzymał tytuły Doktor honoris causa od:
- 2009: Universiteit voor Humanistiek, Utrecht
- 2011: Colgate University, Hamilton
- 2013: Uniwersytetu w Utrechcie[32].

Został przyjęty na członka takich stowarzyszeń naukowych, jak:  
- 1993: Koninklijke Nederlandse Akademie van Wetenschappen (członek korespondent)
- 1995: Carl Friedrich von Siemens Stiftung
- 1998: Japan Society for the Promotion of Science
- 2004: National Academy of Sciences
- 2005: American Philosophical Society
- 2008: Amerykańska Akademia Sztuk i Nauk
- 2013: Koninklijke Hollandsche Maatschappij der Wetenschappen

Od 2011 roku pełni funkcję redaktora naczelego czasopisma „Behaviour”
Otrzymał liczne nagrody oraz honorowe stanowiska i tytuły, takie jak:
- 1989: Los Angeles Times Book Award for Peacemaking among Primates,
- 2005: Arthur W. Staats Award, American Psychological Foundation (APF),
- 2007: miejsce na liście TIME 100 według tygodnika „Time” (stu najbardziej wpływowych ludzi, których energia, talent lub przykład moralny zmienia świat)[34],
- 2008: Pierre Bayle Oeuvre Award, Rotterdam Art Foundation (Holandia),
- 2009: C.U. Ariëns Kappers Award (Holandia),
- 2010: Liberales Book of the Year for The Age of Empathy (Holandia/Belgia),
- 2011: „47 (all time) Great Minds of Science” magazynu „Discover”,
- 2012: Grossman Award, Society of Neurological Surgeons,
- 2013: Universiteitshoogleraar (Distinguished Professor), Utrecht University,
- 2013: Edward O. Wilson Biodiversity Technology Pioneer Award,
- 2014: Eugène Dubois Chair, Maastricht University[3].

Autorzy pracy nt. Faces and Behinds: Chimpanzee Sex Perception, Frans B.M. de Waal i Jennifer J. Pokorny, zostali w 2012 roku laureatami Nagroda Ig Nobla (nagrody, które najpierw śmieszą, a potem skłaniają do myślenia.